# Sambuca

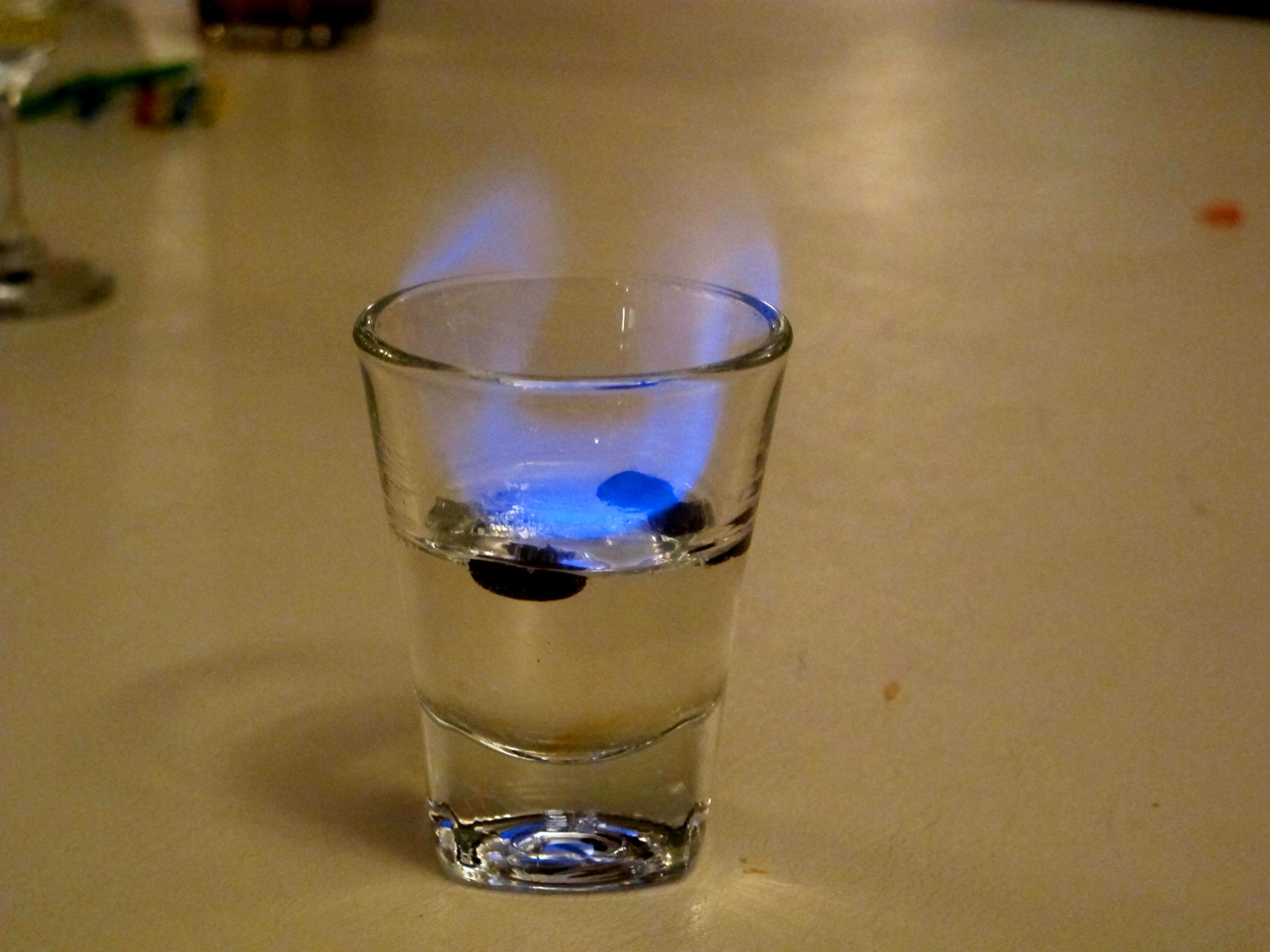
Flambierter Sambuca mit Kaffeebohnen

Sambuca ist ein in der Regel farbloser, klarer Likör mit 38 bis 42 Volumenprozent Alkohol. Er wird mit Anis, Sternanis, Süßholz und anderen Gewürzen aromatisiert. Ursprünglich stammt der Likör aus dem Latium.

## Verkehrsbezeichnung
Obgleich Sambuca ein Anislikör ist, wird er als eigenständige Kategorie innerhalb der Spirituosen mit Anis angesehen. Daher gelten zur Verkehrsbezeichnung als Sambuca wie Sambuca-Likör für den Binnenmarkt der EU besondere Vorschriften. So darf ein mit Anis aromatisierter Likör nach der sogenannten EU-Spirituosenverordnung nur so heißen, wenn er
- Destillate von Anis (Pimpinella anisum L.), Sternanis (Illicium verum L.) oder anderen Gewürzpflanzen,
- mindestens 350 g je Liter Invertzucker und
- an natürlichem Anethol 1 bis 2 g je Liter sowie
- mindestens 38 % vol. Alkohol enthält und wenn er
- nicht gefärbt ist[2]

## Geschichte
Möglicherweise stammt der Name „Sambuca“ vom italienischen Wort Sambuco für Holunder ab. Der medizinische Gebrauch von Holunder als Volksheilmittel hat in Italien eine lange Tradition. Die Namensherkunft wird aber angezweifelt, weil Sambuca nicht Holunder enthalten muss. Für möglich hält man auch die Abstammung von den „Sambuco“ genannten Schiffen der Sarazenen, die im Mittelalter Gewürze aus dem Orient in Italien einführten.

## Verwendung
Sambuca wird meist als Digestif getrunken, häufig con la mosca, „mit Fliege“, das heißt mit hinzugegebenen Kaffeebohnen. Die Bohnen werden beim Trinken zerkaut und kontrastieren mit ihrem bitteren Geschmack die Süße des Likörs. Vor allem in Italien ist es üblich, Sambuca flambiert zu servieren.
Eine Legende begründet die Verwendung der Kaffeebohnen damit: Eine alte Dame aus Italien brannte den Sambuca vor Jahrhunderten das erste Mal. Als sie ihn ihrer Familie servieren wollte, setzten sich, angelockt von der Süße, drei Fliegen auf das Glas. Dies passierte immer wieder, wenn die Dame ihren Likör servierte. Daher werden drei Kaffeebohnen mitserviert und der Sambuca dabei angezündet, damit die „Fliegen“ wirklich tot sind. Das heißt: die Bohnen werden im brennenden Sambuca für wenige Sekunden geröstet.
Die bekanntesten Marken sind Molinari, Antica und Il Santo.